# Хансон (Масачусетс)
Хансон (енгл. Hanson) насељено је место без административног статуса у америчкој савезној држави Масачусетс.

## Демографија
По попису из 2010. године број становника је 2.118, што је 74 (3,6%) становника више него 2000. године.
| Група             | 2000.         | 2010.         |
| Белци             | 1.996 (97,7%) | 2.041 (96,4%) |
| Афроамериканци    | 9 (0,4%)      | 10 (0,5%)     |
| Азијати           | 6 (0,3%)      | 15 (0,7%)     |
| Хиспаноамериканци | 14 (0,7%)     | 26 (1,2%)     |
| Укупно            | 2.044         | 2.118         |